# Cut My Hair
Pistes de Quadrophenia
Quadrophenia The Punk and the Godfather
Cut My Hair est la quatrième chanson de l'opéra-rock Quadrophenia des Who, paru en 1973.

## Caractéristiques et description
Cette chanson décrit la vie quotidienne du personnage principal de l'album, Jimmy. Pete Townshend, l'auteur, la désigne en ces termes :
« Un entracte domestique. Le garçon se souvient d'une dispute avec ses parents qui a culminé par son départ de la maison. On entend également un journal d'informations faisant état d'émeutes à Brighton entre Mods et Rockers, évènements où il était présent la semaine précédente. »
De fait, les paroles parlent du style de vie des Mods. Le jeune homme est obligé de suivre la mode. Elles racontent également l'évènement qui a forcé Jimmy à quitter sa maison: sa mère a trouvé une boîte d'amphétamines (blues). L'écriture de Townshend, comme sur d'autres morceaux de l'album, présente des aspects auto-référentiels. Certains morceaux de jeunesse des Who sont cités dans le refrain, comme Out in the Street, I Can't Explain ou encore leur tout premier single Zoot Suit, paru sous le nom des High Numbers. On peut aussi voir que les premières mesures et le premier vers de cette chanson sont presque les mêmes que l'incipit de 5:15.
Cette chanson est assez calme. Les couplets chantés par Townshend présentent un jeu délicat de guitare et de basse. Seuls les refrains montrent l'énergie habituelle au groupe, chantés par Roger Daltrey. On peut entendre en arrière-plan une section de cuivres et des synthétiseurs. C'est à la fin qu'apparaît le flash d'information radio dont parlait l'auteur, accompagné d'un sifflement provenant sans doute d'une bouilloire.

## Sources et liens
- Notes sur l'album et les chansons
- Paroles
- Tablatures pour guitare
- Site de référence sur l'album